# Brašćine-Pulac
Brašćine-Pulac (olaszul: Brascine-Pulaz) Fiume városrésze Horvátországban, Tengermellék-Hegyvidék megyében.

## Fekvése
A Brašćine-Pulac a városközponttól északra fekvő dombos térségben található, nagy zöldövezettel. Keleti része erdős terület. Délen Centar-Sušak, Školjić-Stari grad és Kozala, délnyugaton és nyugaton Škurinjska Draga, északnyugaton és északon Drenova, északkeleten Pašac, délkeleten Orehovica városrész határolja. Főbb részei: Brašćine, Lukovići, Pulac és Sveta Katarina.

## Története
Ezt a területet évtizedek óta elhanyagolták az itt található laktanyák miatt. Ezért a helyi választmány egy 136 hektáros területet lefedő részletes fejlesztési tervet dolgozott ki, melynek elsődleges célja a leendő lakóövezet területrendezése. Ezzel összhangban a városrész lakossága jóváhagyta a terv olyan létesítményeit, mint az egészségügyi központ, az iskola és az óvoda, a Pulac körzetben tervezett katolikus templom, a Lukovići bevásárlónegyed, valamint a beépítésre vonatkozó építési feltételeket.

## Nevezetességei
- Liburnia limesének maradványai
- Monte Lesco erődje
- Angheben I és II olasz erődök
- Szent Katalin kápolnája 1540-ben épült
- 1874-ben épített közkútja
- 1900-ban állított kőkereszt maradványai

## Oktatás
Általános iskolája 1910-ben nyílt meg.